# (9599) Onotomoko
(9599) Onotomoko (1991 UP2) – planetoida z pasa głównego asteroid okrążająca Słońce w ciągu 3,44 lat w średniej odległości 2,28 j.a. Odkryta 29 października 1991 roku.